# Густав Маршал Петровски
Густав Маршал Петровски (svk. Gustav Maršal Petrovský; Бачки Петровац, 22. март 1862 — Чикаго, 15. јун 1916) био је словачки књижевник и просветитељ словачке емиграције.

## Образовање
Право је студирао у Прешову, а медицину у Бечу. Постаје политички активан већ у младости, па је тако руководио словачком студентском организацијом у Бечу (Татран). Под оптужбом да је радио на организовању тајног словачког друштва искључен је са Правне академије у Прешову.

## Емиграција
Године 1890. био је осуђен на шест месеци затвора и новчану глобу због једне кафанске здравице. Како би избегао казну одлази у САД, где је међу словачким исељеницима радио као новинар. Овде је развијао и просветну делатност, саставио немачки уџбеник словачког језика и брошуру конверзације и оријентације на енглеском језику за Словаке у САД.

## Карактеристике књижевног стваралаштва
Припадао је реалистичком таласу у словачкој војвођанској књижевности. До 1892. године његово прозно стваралаштво се креће ка реализму, иако садржи елементе романтизма. О томе сведоче пре свега новеле: Z parku, Baronica, Kaplán, Pod hrubou kôrou, објављене у збирци Novely (1887). Радња ових дела се одиграва у градским салонима или господским дворцима, док је место Војводина, у тадашњој Аустроугарској, или САД.
За време боравка у САД написао је авантуристички историјски роман Jánošík, kapitán horských chlapcov (1894) и књигу приповедака Spod závejov amerických (1906). Док у роману даје предност тематици која је блиска владајућим неразвијеним нормама нове средине, у приповеткама се већ представља као уметнички захтевнији аутор, који успева да свој епски став према животу словачких исељеника допуни и неким новим елементима.